# Quappenwanderweg
Der Quappenwanderweg ist ein Wanderweg in Brandenburg, der auf einer Strecke von vier Kilometern vier kulturell interessante Punkte dieser Gegend verbindet. 

## Wegführung

Quappenwanderweg

Von der Alten Schule in Neuhardenberg, die heute die Touristeninformation des Ortes beherbergt, führt der Wanderweg an die Alte Oder in Quappendorf.
Mit dem Weg soll an den Fisch Quappe erinnert werden, der ursprünglich in der Oder weit verbreitet war.

Gedenkstein

Auf der Strecke passiert man vier Stationen:
- Alte Schule Neuhardenberg
- Kriegsgräberstätte
- Vorwerk Bärwinkel
Das Vorwerk Bärwinkel (1803) ist eines der ersten Werke des später berühmten Baumeisters Karl Friedrich Schinkel. Das besondere an der Anlage ist die Verwendung von Raseneisenstein.

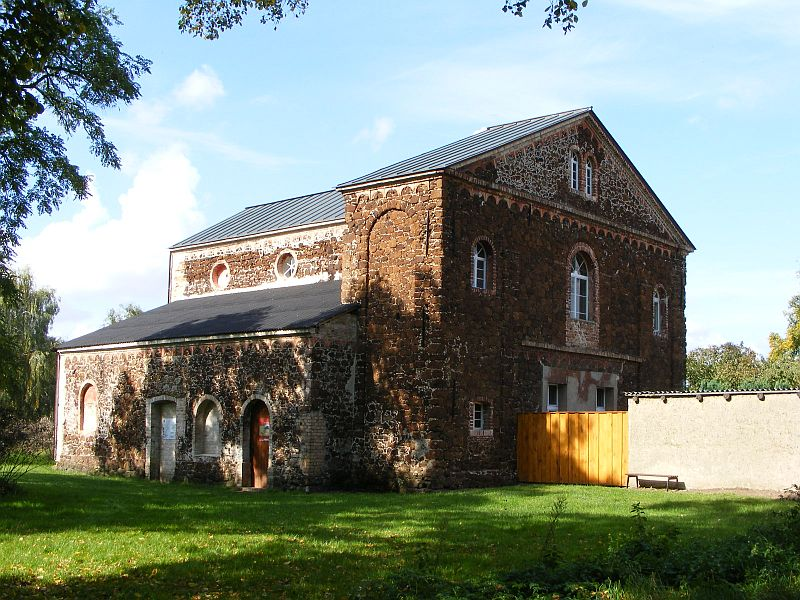
Molkenhaus Bärwinkel

- Quappenhof. Im Quappenhof hat sich der Verein Kultur auf dem Lande Quappendorf niedergelassen